# Gemüsesaft

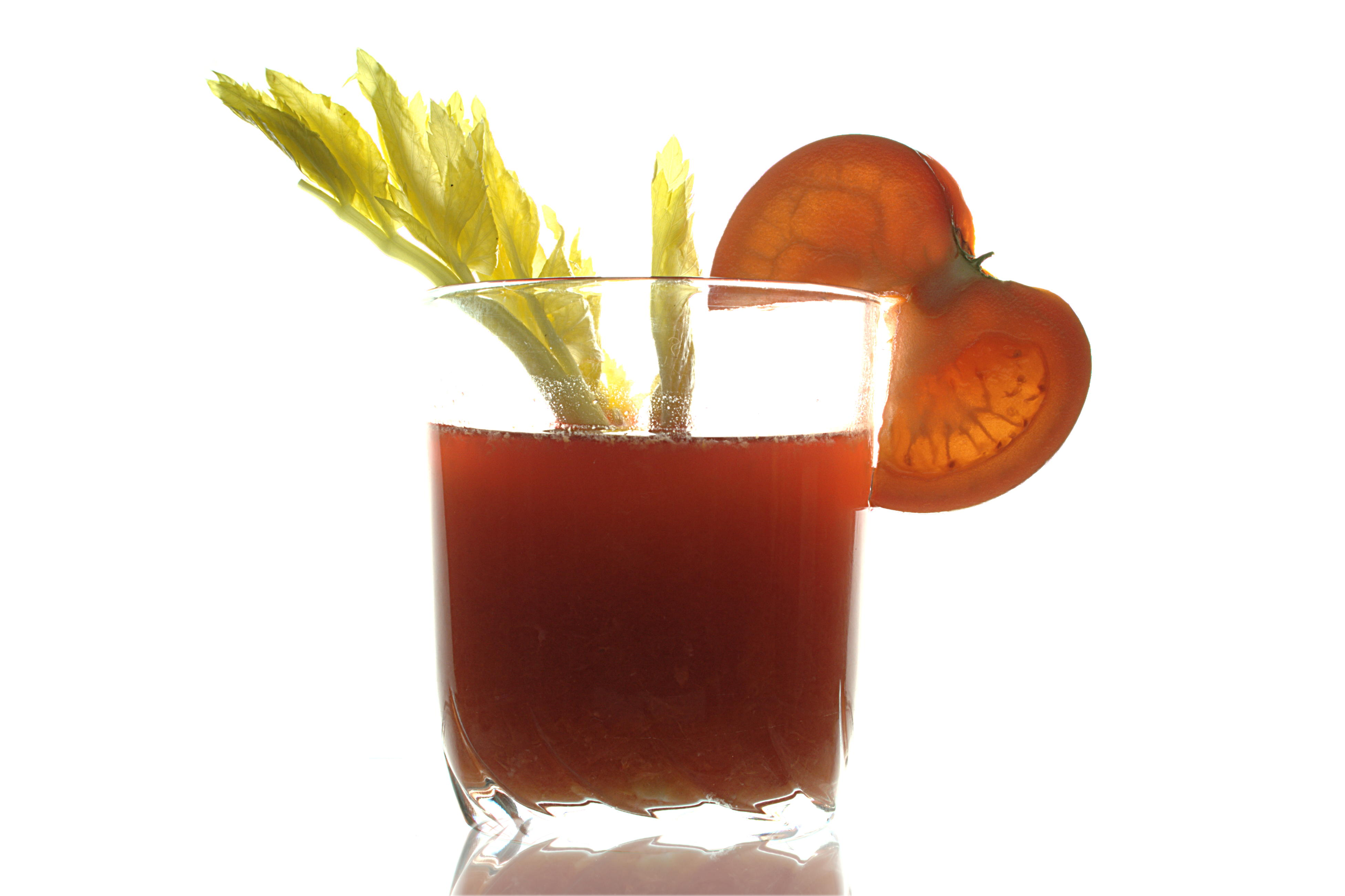
Tomatensaft ist der beliebteste Gemüsesaft.

Gemüsesaft ist laut deutschem Lebensmittelbuch das unverdünnte, zum unmittelbaren Verzehr bestimmte, gärfähige und unvergorene oder milchsauer vergorene, flüssige Erzeugnis aus Gemüse. Gemüsesaft kann danach auch aus Konzentrat von Gemüsesaft oder -mark hergestellt werden. Er ist ein Getränk zur menschlichen Ernährung, ein Lebensmittel.

## Die Begriffe Saft und Nektar
Die Bezeichnung Gemüsesaft beschreibt das Produkt mit einem 100-prozentigen Anteil des Gemüses, Gemüsenektar hat mindestens einen 40-Prozent-Anteil von Gemüse (der Rest ist Wasser), bei Rhabarber nur von mindestens 25 %.

## Spezielle Sorten

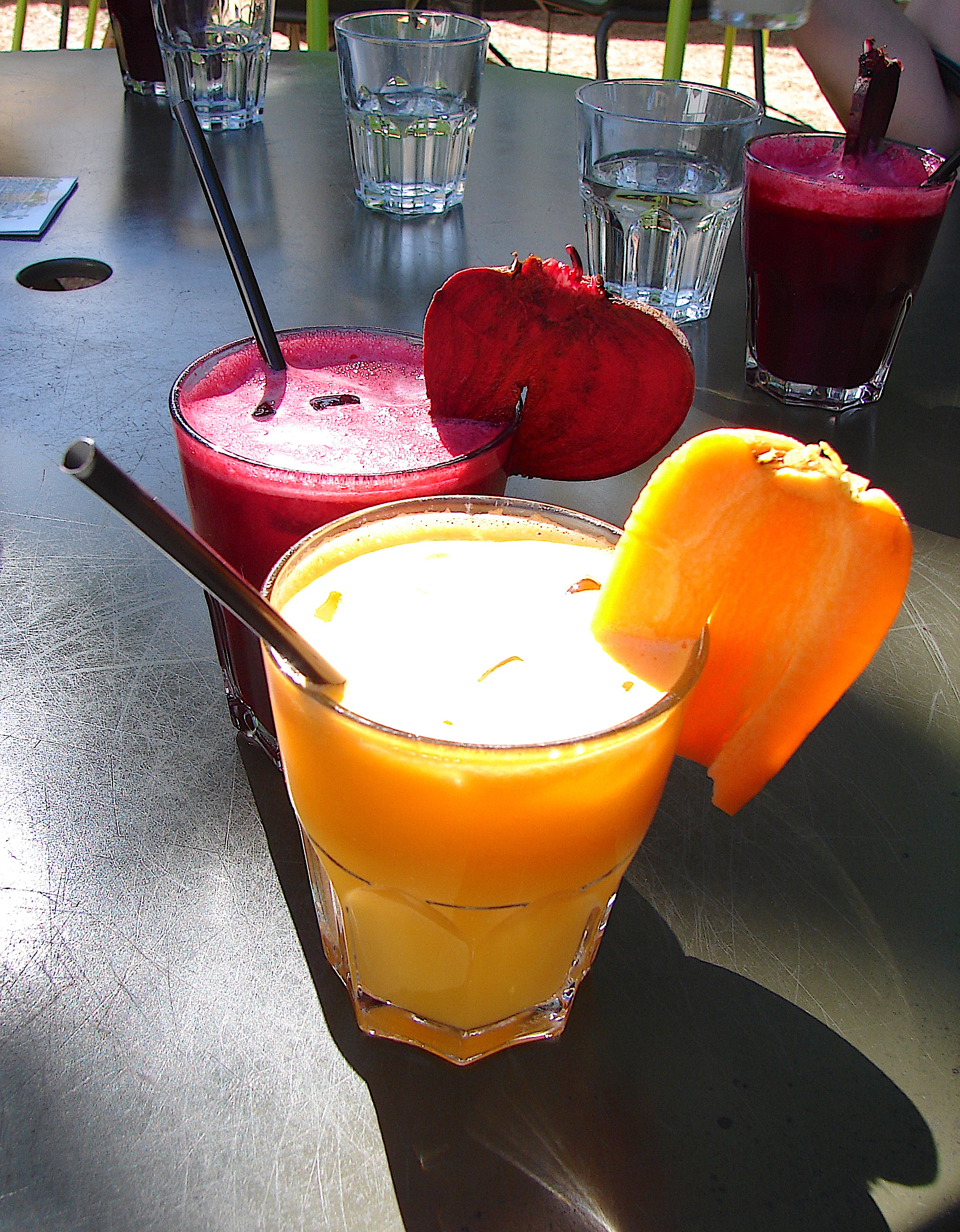
Karotten- und Rote-Bete-Saft

- Karottensaft
- Kartoffelsaft
- Rote-Bete-Saft
- Tomatensaft
- Sauerkrautsaft

## Weitere Gemüsearten
- Wurzelgemüse wie Knollengemüse (Kohlrabi, Knollensellerie, Karotten, Rote Bete) und Zwiebelgemüse (Knoblauch, Porree)
- Blattgemüse wie Kohlgemüse (Weißkohl), Stängelgemüse (Spargel) oder Salat
- Fruchtgemüsen wie Gurke und Kürbis
- aber auch Hülsenfrüchte wie Erbsen und Bohnen sowie Blütengemüse wie Artischocke und Blumenkohl

## Herstellung

### Herstellung im Privathaushalt

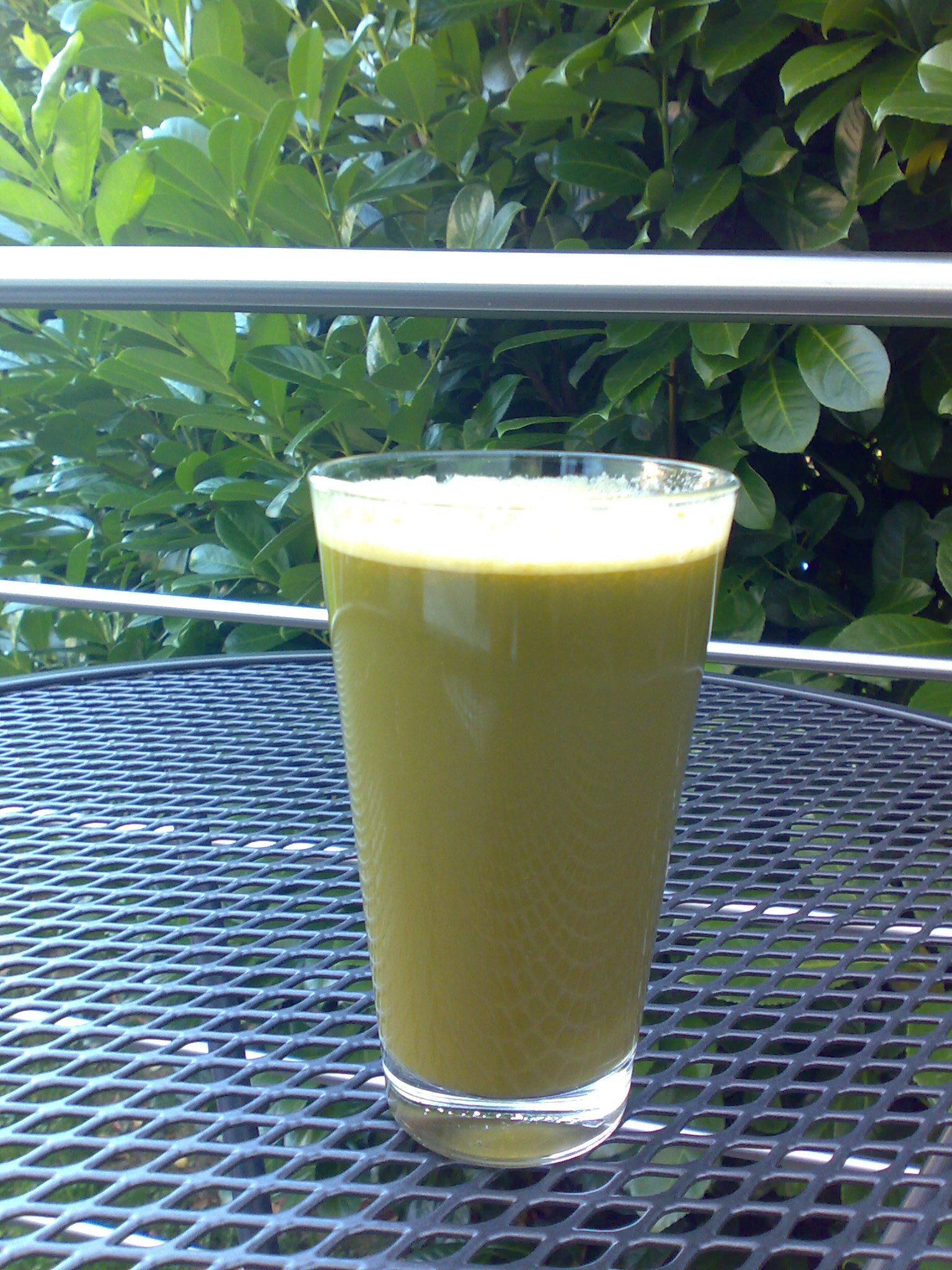
Grüner Saft bestehend aus Mangold, Möhrengrün, Möhren und Äpfeln

Im Gegensatz zum Fruchtsaft lässt sich Gemüsesaft aufgrund der festeren Struktur und des geringeren Wassergehaltes oft nur mit einem Entsafter herstellen. Da die Inhaltsstoffe an der Luft hitze-, licht- und sauerstoffempfindlich sind, sollte der Saft entweder sofort getrunken oder eingefroren werden. Bestimmte Gemüsesorten, wie etwa lectinhaltige Bohnen, sind roh nicht genießbar und müssen vor der Entsaftung gegart werden.

### Industrielle Herstellung
Gemüsesaft wird aus frischen oder durch Kälte haltbar gemachtem Gemüse oder Teilen davon hergestellt. Das Gemüse muss gesund, sauber geputzt, gewaschen sein und gegebenenfalls blanchiert werden. Dabei darf nicht mehr Wasser im Gemüse verbleiben als technisch unvermeidbar ist.
Das Gemüse wird zerkleinert, ausgepresst, zentrifugiert und filtriert. Anschließend wird es durch Pasteurisierung und Sterilisierung oder ein Kombinationsverfahren haltbar gemacht. Technisch benötigte Zusatzstoffe wie Bentonit (als Schönungsmittel), Amylasen und Pektinasen (zur Aufschließung der Zellwände beim Pressverfahren), Speisegelatine (zur Einstellung der Viskosität), Calciumcarbonat, Zitronensäure (bis zu einem Gewichtspromille) und Vitamin C (zur Stabilisierung und Haltbarmachung) können eingesetzt werden und sind nicht deklarierungspflichtig.
Analog zum Fruchtsaft kann ein Gemüsesaft- oder Gemüsemarkkonzentrat durch Eindickung hergestellt werden, dies spart Lager- und Transportkosten. Zur Herstellung des Saftes wird dann die entzogene Wassermenge wieder zugesetzt, das Wasser muss dabei mindestens Trinkwasserqualität haben. Gegebenenfalls wird das Aroma des Gemüsesaftes mit Hilfe der flüchtigen Aromastoffe wiederhergestellt, die bei der Eindickung des betreffenden Gemüsesaftes aufgefangen worden sind. Die zwischenzeitliche Eindickung muss in der Saftbeschreibung erkennbar sein, beispielsweise durch die Angabe: „aus ...konzentrat“.

## Zusammensetzung

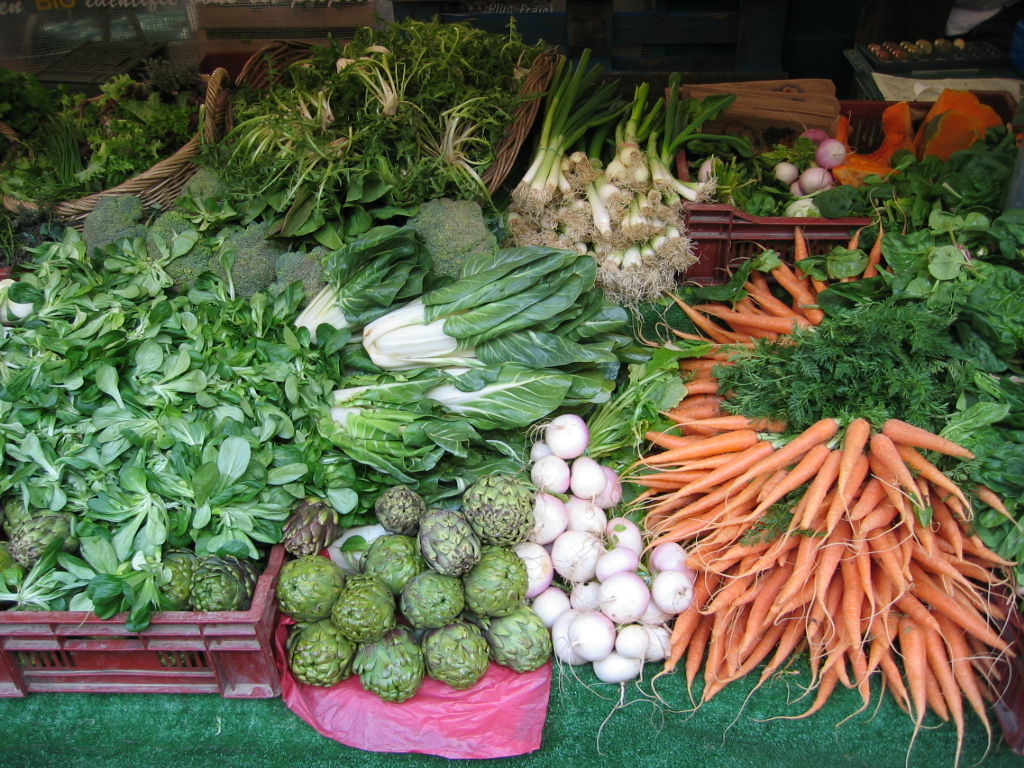
Gemüsesaft kann aus unterschiedlichen Gemüsesorten hergestellt werden.

Wie bei allen Lebensmitteln müssen im Handel die verwendeten Zutaten und Zusatzstoffe angegeben werden, die Gemüsearten werden dabei nach ihrem Gewichtsanteil absteigend sortiert aufgezählt. Zugelassene, deklarierungspflichtige Zusatzstoffe sind Salz, verschiedene Zuckerarten, Essig, Kräuter und Gewürze, Milch-, Wein-, Zitronen- und Äpfelsäure sowie Glutaminsäure. Die vorgeschriebenen Angaben auf der Packung dazu sind „gezuckert“, „gesalzen“ beziehungsweise die Aufzählung in der Zutatenliste.
Bei Gemüsenektar sind – zusätzlich zu den Zusatzstoffen von Gemüsesaft – noch Flüssigzucker und verschiedene Sirupe zugelassen.
Zusätzliche Inhaltsangaben beziehen sich auf den Nährwert, Fett- und Eiweißgehalt und den Gehalt an Sekundären Pflanzenstoffen. Gemüsesaft enthält viele der im jeweiligen Gemüse auch vorhandenen Aminosäuren, Vitamine, Mineralstoffe und Enzyme. Er enthält allerdings weniger Ballaststoffe und sonstige feste Bestandteile. Immer stärker verbreitet sind Gemüsesäfte, die die festen Bestandteile zumindest teilweise als Püree zugesetzt haben, sogenannte „Smoothies“.
Die weitgehende Entfernung der Ballaststoffe hat zur Folge, dass relativ schnell große Mengen an Vitaminen aufgenommen werden können, beispielsweise bei Karottensaft das β-Carotin – der Verzehr der unverarbeiteten Menge des Gemüses würde wesentlich länger dauern. Die übermäßige Aufnahme von β-Carotin kann zu einer nicht behandlungsbedürftigen, reversiblen Gelbfärbung der Haut (Carotinämie, Carotinodermie) führen; dieses Symptom kann allerdings ohnehin beim reichlichen Genuss von Obst und Gemüse auftreten. Die Gefahr einer (wesentlich gefährlicheren) Vitamin-A-Überdosierung besteht dabei nicht.
In milchsauer vergorenen Säften sind die Zuckerbestandteile teilweise in Milchsäure aufgespalten. Durch das Verfahren verändert sich der Geschmack des Getränkes und der pH-Wert senkt sich. Dies wirkt sich auch günstig auf die Haltbarkeit aus. Milchsauer vergorener Gemüsesaft enthält mindestens 2,5 g/l Gesamtmilchsäure.
Beide, sowohl vergorene als auch unvergorene Gemüsesäfte, dürfen laut Lebensmittelbestimmungen bis zu 3,0 g Alkohol pro Liter fertigen Saft enthalten.

## Verbrauch
Frischgepresste Gemüse- und Fruchtsäfte, zusammengestellt nach den Wünschen des Kunden, werden in Saftbars auf Märkten, in Einkaufszentren und auf Bahnhöfen angeboten.
Leicht gesalzener Tomatensaft ist das häufigste Gemüsegetränk beim Catering von Passagierflugzeugen.
Laut Aussage des Verbandes der deutschen Fruchtsaft-Industrie e. V. (VdF) sind in Deutschland die beliebtesten Gemüsesäfte aus Tomaten, aus Möhren und aus Rote Bete.
Laut Angaben der Wirtschaftsvereinigung Alkoholfreie Getränke e. V. war der Verbrauch von Gemüsesäften/-nektaren in Deutschland (zusammen) in den Jahren 2002 bis 2004 nahezu konstant bei zirka 1,0 Liter/Kopf. Für 2005 und 2006 lag er bei etwa 1,35 Liter/Kopf. Zum Vergleich: der Verbrauch an Mineral- und Heilwasser lag bei zirka 120 Liter/Kopf, der Verbrauch an Fruchtsaft lag im gleichen Zeitraum bei etwa 40 Liter/Kopf.